# Да, моя любовь
Да, моя любовь (исп. Si, mi amor) — мексиканский мелодраматический мини-сериал с элементами драмы 1984 года производства телекомпании Televisa.

## Сюжет
Давид Кендалл — молодой дворянин, проживающий в Лондоне. Однажды он получил известие о смерти своего брата, проживающего в Тампико и владеющего нефтяной компанией. Давид срочно поехал в Мексику на похороны, и выяснил, что у него был внебрачный сын, который унаследовал всё состояние своего отца, теперь Давид искал своего племянника. В Тампико живёт честная и молодая женщина Сусана, которая приютила ребёнка-сироту Карлоса. Давид случайно узнал, что Карлос — и есть внебрачный сын своего брата, его не отпускает Сусана и тогда Давид, Карлос и Сусана отправляются в особняк брата Давида втроём.

## Создатели телесериала

### В ролях
- Эдит Гонсалес — Сусана
- Леонардо Даниэль — Давид Кендаль
- Нубия Марти — Леди Констанца
- Луис Марио Куирос — Карлос
- Рафаэль Баледон — капитан О'Хара
- Алехандро Чангеротти — Сеньор Эфраин Товар
- Тере Вальдес — Сеньора Беатрис Товар
- Луси Гальярдо — Сеньора Маргот Уильямс
- Густаво Рохо — Сеньор Эдвард Уильямс
- Хавьер Марк — Эриберто
- Луис Миранда — Арнульфо
- Артуро Аллегро — Дон Игнасио
- Фелисия Меркадо — Леди Бекки Симпсон
- Патси — Лис Грэй
- Хосе Роберто Хилл — Пабло
- Рената Флорес — Эдит
- Сильвия Манрикес — Летисия
- Соккоро Бонилья — Алисия
- Лилиан Эрст — Хулия
- Луис Авенданьо — Виктор Наварро
- Альберто Инсуа — Спенсер
- Эванхелина Мартинес — Клотильде
- Альберто Трехо Хуарес — Харочо
- Серхио Орранте — Тано
- Карлос Энрике Торрес — Педро
- Порфирио Бас — Кора
- Рубен Росс — Сурдо
- Густаво Феррари — Стив Дуглас
- Хосе Карлос Теруэль — Пауль
- Хосе Дупейрон — дворецкий
- Пепе Гонсалес — нотариус